# Ava Rochford
Ava Rochford (* 31. Dezember 2005) ist eine irische Leichtathletin, die sich auf den Hochsprung spezialisiert hat.

## Sportliche Laufbahn
Erste internationale Erfahrungen sammelte Ava Rochford im Jahr 2022, als sie bei den U18-Europameisterschaften in Jerusalem mit übersprungenen 1,79 m den vierten Platz belegte.
2022 wurde Rochford irische Hallenmeisterin im Hochsprung.

## Persönliche Bestleistungen
- Hochsprung: 1,79 m, 6. Juli 2022 in Jerusalem
  - Hochsprung (Halle): 1,78 m, 27. Januar 2022 in Dublin